# Croton griseus
Espèce
Classification APG III (2009)
Croton griseus est une espèce de plantes à fleurs du genre Croton et de la famille des Euphorbiaceae, présente au nord est de la Papouasie-Nouvelle-Guinée.